# 台証綜合證券
台証綜合證券（Taiwan Securities Co., Ltd.），簡稱台証證券（臺證所：6010），是曾經存在於台灣的證券公司，過去曾為台新金融控股公司的子公司，已經於2009年12月19日售予並併入凱基證券。

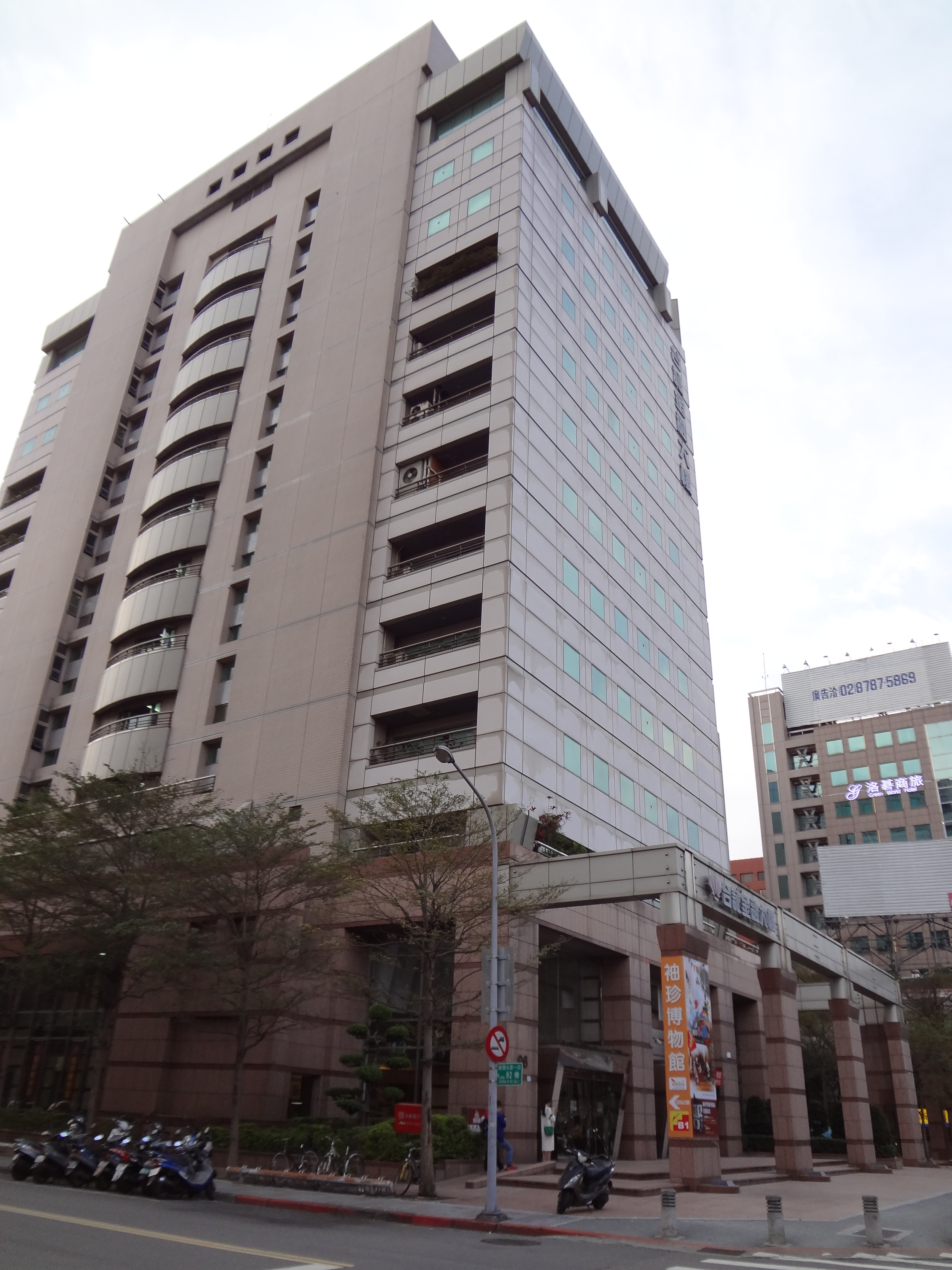
臺北市中山區建國北路一段「台証金融大樓」

## 歷史
台証綜合證券成立於1988年，資本額新台幣10億元，最初主要股東為新光集團和太子汽車，而後陸續有日商日本第一生命、野村證券、三洋證券、英商華寶證券參與投資。2000年起，開始陸續併入新竹證券、東勢證券和受讓佳億證券、三陽證券、和通證券。
2002年，台証證券由新光集團創辦人吳火獅四子吳東昇負責經營，在同為新光集團吳東進主導成立的新光金控和吳東亮主導成立的台新金控之間選擇加入台新金控，並在同年12月31日成為台新金控的子公司。
2009年，由於台新金控出現財務壓力需要資金，台新金控決定將台証證券的經紀業務、通路資產以新台幣294億元賣給凱基證券（保留自營、股務及承銷業務）；同年12月19日，台証證券正式併入凱基證券，同時使凱基證券成為台灣經紀市占率第二大的證券公司。